# Gurunhuel
Gurunhuel (tiếng Breton: Gurunuhel) là một xã của tỉnh Côtes-d’Armor, thuộc vùng Bretagne, tây bắc Pháp.

## Dân số
Người dân ở Gurunhuel được gọi là Gurunhuelois.